# Ært
 Ikke at forveksle med grøntsagen af samme navn.
Ært (Pisum) er en slægt, som er udbredt med 1-5 arter i Nordafrika, Mellemøsten og Centralasien. Organisationen International Legume Database (ILDIS) anser slægten for at indeholde tre arter, hvoraf den ene har to underarter. Det er enårige, klatrende urter med ligefinnede, helrandede blade, hvis midterribbe ender i et par slyngtråde. I det følgende omtales kun den art, som dyrkes i Danmark.
| Beskrevne arter |

- Almindelig Ært (Pisum sativum)

| Andre arter |

- Pisum fulvum